# هبة محمد علي
هبة محمد علي سياسية سودانية، كُلّفت وزيرة للمالية بتاريخ 9 يوليو 2020 حتى 8 فبراير 2021.

## سيرة شخصية
تخرجت في جامعة الخرطوم، ثم انتقلت إلى الولايات المتحدة وأكملت دراسات عليا في ولاية ميشيغان، وبعدها حصلت على الدكتوراه من جامعة ميتشغان الأمريكية.
بدأت حياتها المهنية موظفة في بنك السودان المركزي في الخرطوم، وبعدها سافرت خارجا للدراسة، وعملت في وظائف مختلفة في هيئات أممية ومؤسسات دولية قبل عودتها إلى السودان عام 2019، حيث تولت منصب رئيس الهيئة العامة للاستثمار وتطوير القطاع الخاص في وزارة المالية السودانية، وعملت مقررا للمؤتمر الاقتصادي القومي بالسودان، كان لها دور فعال في مؤتمر شركاء السودان، وهو اجتماع افتراضي عقد في برلين في يونيو 2020، والذي شهد إعلان عدد من المانحين كالاتحاد الأوروبي والولايات المتحدة عن زيادة مساعداتهم الاقتصادية للسودان، عملت قبل ذلك مع الأمم المتحدة، وتنقلت ما بين اليمن وألمانيا، كما عملت في مكتب المعونة الأمريكية في القاهرة، والتحقت للعمل في البنك الدولي متنقلة ما بين واشنطن العاصمة والكويت، وعملت أيضًا في شركة أرامكو السعودية.